# Mogami (Yamagata)
Mogami (jap. 最上町 Mogami-machi) – miasto w Japonii, na wyspie Honsiu, w prefekturze Yamagata. Według danych na rok 2020 miejscowość zamieszkiwało 8 080 mieszkańców , a gęstość zaludnienia wyniosła 24,5 os./km².